# Četniki (Osmansko cesarstvo)
Četniki so bili pripadniki skupin podložnega pravoslavnega prebivalstva, ki so se v Osmanskem cesarstvu borile proti oblastem. Četništvo je bilo v tedanjem času najbolj znano v Srbiji, kjer so nekdanje hajduke (borce proti Turkom in njihovim vazalom) predvsem med obema balkanskima vojnama 1912–1913 začeli imenovati četnike. Iz tega obdobja so tudi Slovencem znani »četniški dobrovoljski odredi«, v katere so sprejemali prostovoljce iz ostalih dežel (in Slovenije), ki so se zaradi panslovanskih in preporodovskih idej želeli bojevati proti Turkom.